# カーボベルデ系アルゼンチン人
カーボベルデ系アルゼンチン人は、カーボベルデに祖先の起源を持つアルゼンチンの住民である。

## 概要
1980年のセンサスによれば、約8,000人が存在していたが、今日の人口はとある情報源によれば2007年の時点で約2,000人だった。その他の情報源では2006年の時点でアルゼンチンに住むカーボベルデ系の人口を12,000人-15,000人と推計しており、うち約300人はカーボベルデ本国出身の一世である。奴隷貿易の犠牲者である多くのアフリカ系アルゼンチン人とは異なり、カーボベルデ系の共同体はアルゼンチンに自発的に到達している。
アルゼンチンへの最初のカーボベルデ人移民は、1800年代末の少人数によるものであった。その数は1920年代から第二次世界大戦までの間、劇的に増加した。最も盛んだった時期は世界恐慌に前後する1927年から1933年まであり、三番目は第二次大戦後の1946年以降だった。彼等はポルトガルの植民地支配によりカーボベルデで恒常的に続いた失業、資源の不足、生活向上の機会の欠如によって駆り立てられたのであった。1975年にカーボベルデがポルトガルから独立するまで、ポルトガルのパスポートを持ってアルゼンチンに入国したカーボベルデからの移民はポルトガルのものの一部として扱われていた。
多くのカーボベルデ系住民はブエノスアイレス州に集中している。彼等は熟練した船乗りや漁師であり、そのために彼等の多くは海岸や港の近くに定住し、海に関連する職を得たのであった。彼等はロサリオ、ブエノスアイレス、サン・ニコラス、バイア・ブランカ、エンセナーダ、そしてアベジャネーダ・パルティードのドック・スドなどの港に定着した。2009年のアルゼンチン紙「ラ・ナシオン」の記事によると、彼等のうち95%はアルゼンチン海軍の艦船や工廠、商船、国営石油企業であるヤシミエントス・ペトロリフェロス・フィスカレス(YPF)の河川船、もしくはアルゼンチン国営海運会社(ELMA)にて職を得た。
相互扶助と文化交流のための二つの組織が60年以上存続している。ドク・スドではカーボベルデ系住民の相互扶助を目的とした"The Cape Verdean Union"が1932年に創設され、エンセナーダの「エンセナーダ・カーボベルデ・スポーツ・文化クラブ」もほぼ同時期に創設された。

## 脚註
1. ↑  University of Massachusetts - Dartmouth.  "1995 Cape Verdean Diaspora Population Estimates." Retrieved on October 18, 2007.
2. 1 2  Caboverdianos: vientos de cambio, Revista del diario La Nación, 03/12/2009
3. ↑  Erika Denise Edwards (2022年12月8日). “Why doesn’t Argentina have more Black players in the World Cup?” (英語).  ワシントンポスト. 2022年12月12日閲覧。